# Gilets jaunes (nuance politique)
Pour les articles homonymes, voir Gilets jaunes.
« Gilets jaunes » (abrégée en GJ, BC-GJ pour un binôme ou LGJ pour une liste) est une nuance politique créée en 2020 par le ministère français de l'Intérieur.
Cette nuance est attribuée à toute liste et tout candidat se réclamant du mouvement des Gilets jaunes.

## Mise en place
L'étiquette est créée par une circulaire du ministre de l'Intérieur, Christophe Castaner, le 10 décembre 2019, puis, après la suspension de celle-ci, par une nouvelle circulaire du 3 février 2020, en réponse au mouvement des Gilets jaunes qui a particulièrement marqué la vie politique française entre 2018 et 2019 et à la constitution de plusieurs listes se réclamant de ce mouvement lors des élections européennes de 2019.
La nuance est reconduite pour les élections régionales et départementales de 2021, par une circulaire du ministre de l'Intérieur du 15 avril 2021.

## Une utilisation limitée
Dans le cadre des élections municipales de 2020, seules dix listes sont nuancées « Gilets jaunes » par les préfectures : deux listes en Vaucluse et à La Réunion ; une liste dans le Gard, en Haute-Garonne, en Haute-Marne, dans l'Hérault, dans l'Isère et dans la Meuse,.
Aux élections régionales et départementales de 2021, six binômes sont enregistrés sous cette étiquette : quatre en Haute-Savoie, un dans la Manche et un dans le Gard.